# Gaëtan Frys
Gaëtan Frys (21 mei 1955) is een Belgisch voormalig kajakker.

## Levensloop
Frys vertegenwoordigde België tweemaal op de Olympische Spelen, met name in 1976 te Montreal en 1980 te Moskou. In 1976 bereikte hij er de halve finales van de K1 500 meter. Vier jaar later te Moskou vormde hij in de K2 500 meter een team met Jacky Alders. Het duo werd er uitgeschakeld in de herkansingen.